# HMS C38
HMS C38 – brytyjski okręt podwodny typu C. Zbudowany w roku 1909 w Vickers w Barrow-in-Furness. Okręt został wodowany 1 stycznia 1910 roku i rozpoczął służbę w Royal Navy 31 marca 1910 roku. 
W 1911 roku razem z HMS C36 i HMS C37 ostatnimi wyprodukowanymi okrętami podwodnymi typu C został przetransportowany do Hongkongu, gdzie działały w Royal Navy's China Squadron.
W 1914 roku C38 stacjonował w Hongkongu przydzielony do China Squadron pod dowództwem  Lt. Rowland K. C. Popea.
Okręt został sprzedany 25 czerwca 1919 roku w Hongkongu i zezłomowany.